# Cruiser Rocks
Die Cruiser Rocks sind eine Gruppe von Rifffelsen im Archipel der Südlichen Shetlandinseln. Sie liegen 11 km südlich des Kap Lindsey von Elephant Island.
Die Rifffelsen sind Robbenjägern seit mindestens 1822 bekannt und unter der Bezeichnung Cruisers Karten aus dieser Zeit verzeichnet. Der weitere Benennungshintergrund ist nicht überliefert. Wissenschaftler der britischen Discovery Investigations nahmen nach Vermessungen zwischen 1935 und 1937 die seither etablierte Anpassung der Benennung vor.